# Babna Reka
Babna Reka – wieś w Słowenii, w gminie Šmarje pri Jelšah. W 2018 roku liczyła 93 mieszkańców.